# Catuvelaunos

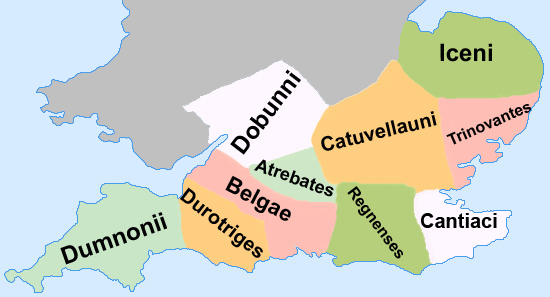
Tribos celtas do sul da ilha da Grã Bretanha.

Os Catuvelaunos (em latim, catuvellauni) foram uma tribo ou reino celta-belga do sudeste da Britânia antes da conquista romana.
A história dos Catuvelaunos e dos seus reis antes dessa conquista pode ser reconstruído através das evidências numismáticas e por referências dispersas em histórias clássicas. São mencionados por Dião Cássio, que sugere que lideraram a resistência contra a conquista em 43 d.C. Aparecem como uma das cividades da Britânia romana na Geografia de Ptolemeu no século II, ocupando as atuais Hertfordshire, Bedfordshire e o sul de Cambridgeshire, e situando-se ao redor da cidade de Verulâmio (atual Santo Albano).
Os catuvelaunos poderiam estar relacionados aos Catalaunos, um povo da Gália Belga testemunhado na região de Châlons-en-Champagne.

## Antes da conquista romana
Cassivelauno, que liderou a resistência contra a primeira expedição de Júlio César à Britânia em 54 a.C., é considerado habitualmente como um membro dos catuvelaunos. A sua adscrição tribal não é mencionada por Júlio César, mas o seu território, norte do Tâmisa e oeste do Trinobantes, corresponde-se com o que mais tarde seria ocupado pelos catuvelaunos. Os grandes terraplenos localizados em Devil's Dyke, perto de Wheathampstead, Hertfordshire, entende-se que foram motivados por ter sido a capital original da tribo.
Tasciovano foi o primeiro rei a emitir moeda em Verulâmio, começando por volta de 20 a.C. É provável que estendesse o seu poder para leste  à custa dos Trinobantes, enquanto algumas das suas moedas, entre 15—10 a.C., foram emitidas na sua capital Camuloduno (atual Colchester). Este avanço pôde ser devido provavelmente à pressão por parte de Roma; uma ulterior série de moedas foi emitida em Verulâmio.
Contudo, Camuloduno foi reconquistada, quer por Tasciovano quer pelo seu filho Cunobelino, que o sucedeu em 9 e reinou durante trinta anos. Pouco se sabe da vida de Cunobelino, mas o seu nome sobreviveu em diferentes lendas britânicas, chegando à sua culminação na obra de William Shakespeare Cimbelino. Godofredo de Monmouth afirma que foi enviado à corte de César Augusto e disposto a pagar tributo a Roma. Os vestígios arqueológicos indicam um incremento de relações comerciais e diplomáticas com o Império Romano. Sob Cunobelino e a sua família, os catuvelaunos parece que se tornaram no poder dominante a sudeste da Britânia. O seu irmão Epático conquistou mais território para sul e o oeste à custa dos atrébates até a sua morte em 35.
A história recolhe três filhos de Cunobelino. Admínio, cuja zona de poder segundo se desprende das suas moedas parece ter sido em Kent, foi exilado pelo seu pai pouco antes de 40 de acordo com Suetônio, incitando ao imperador Calígula a montar a sua frustrada invasão da Britânia. Outros dois filhos, Togoduno e Carataco, são nomeados por Dião Cássio. Não se conhecem moedas de Togoduno, mas as poucas que há de Carataco sugerem que seguiu ao seu tio Epático à hora de completar a conquista das terras dos atrébates. Foi o exílio do rei dos atrébates, Verica, o que incitou a Cláudio a empreender uma bem-sucedida invasão, liderada por Aulo Pláucio, em 43.
Dião afirma que Cunobelino faleceu nesta etapa e que Tugoduno e Carataco lideraram a resistência inicial à invasão em Kent. Foram derrotados por Pláucio em duas batalhas cruciais nos rios  Medway (ver Batalha do rio Medway) e Tâmisa. Também afirma que os Bodunos, uma tribo ou reino que eram tributários dos Catuvelaunos, mudaram de aliado. Isto pode ser tratado de uma errata por Dobuno, que viviam em Gloucestershire, e pode dar ideia de como se estendia o poder dos catuvelaunos. Togoduno faleceu pouco depois da batalha no Tâmisa. Pláucio deteve-se e pediu ao imperador que se unisse, e Cláudio liderou o avanço final a Camuloduno. Os territórios dos Catuvelaunos tornaram-se o núcleo da nova província romana.

## Sob o domínio de Roma
Carataco, porém, sobrevivera e continuou liderando a resistência frente aos invasores. Tácito fala também dele nos seus Anais como líder dos siluros e ordovicos no atual Gales, frente ao governador romano Públio Ostório Escápula. Ostório derrotou-o numa complicada batalha em algum lugar do território ordoviciano (ver Batalha de Caer Caradoc) em 51, capturando membros da sua família, embora Carataco escapasse novamente. Marchou para norte à zona dos brigantes, mas a sua rainha, Cartimándua, que era leal aos romanos, apresou-o e encadeou-o.
Carataco foi exibido como pilhagem de guerra no triunfal desfile da vitória celebrado em Roma. Foi-lhe permitido dirigir um discurso ao Senado e foi tal a impressão que causou que ele e a sua família foram libertos e foi-lhes permitido viver em paz em Roma.
Verulâmio, assentamento romano perto de Verlâmio, alcançou o estatuto de município em 50, permitindo aos seus principais magistrados conseguir a cidadania romana. Foi destruído durante a rebelião de Boudica em 60 ou 61, mas depressa ficou reconstruído. O seu fórum e basílica foram terminadas em 79 ou 81, e foram dedicados com uma inscrição inscrição pelo governador Cneu Júlio Agrícola ao imperador Tito. O seu teatro, o primeiro teatro romano na Britânia, foi construído que 140. 
Uma inscrição assinala que as cividades dos catuvelaunos participaram na reconstrução do Muro de Adriano, provavelmente à época de Septímio Severo a princípios do século III. 

## Lista de líderes catuvelaunos
1. Cassivelauno, c. 54 a.C. Líder militar e provavelmente um cacique, associa-do com frequência aos catuvelaunos
2. Tasciovano, c. 20 a.C. - 9 d.C.
3. Cunobelino, 9 d.C. - 40 d.C.